# Carcelia clava
Carcelia clava là một loài ruồi trong họ Tachinidae.